# Fulica americana
Fulica americana là một loài chim trong họ Rallidae.

## Hình ảnh

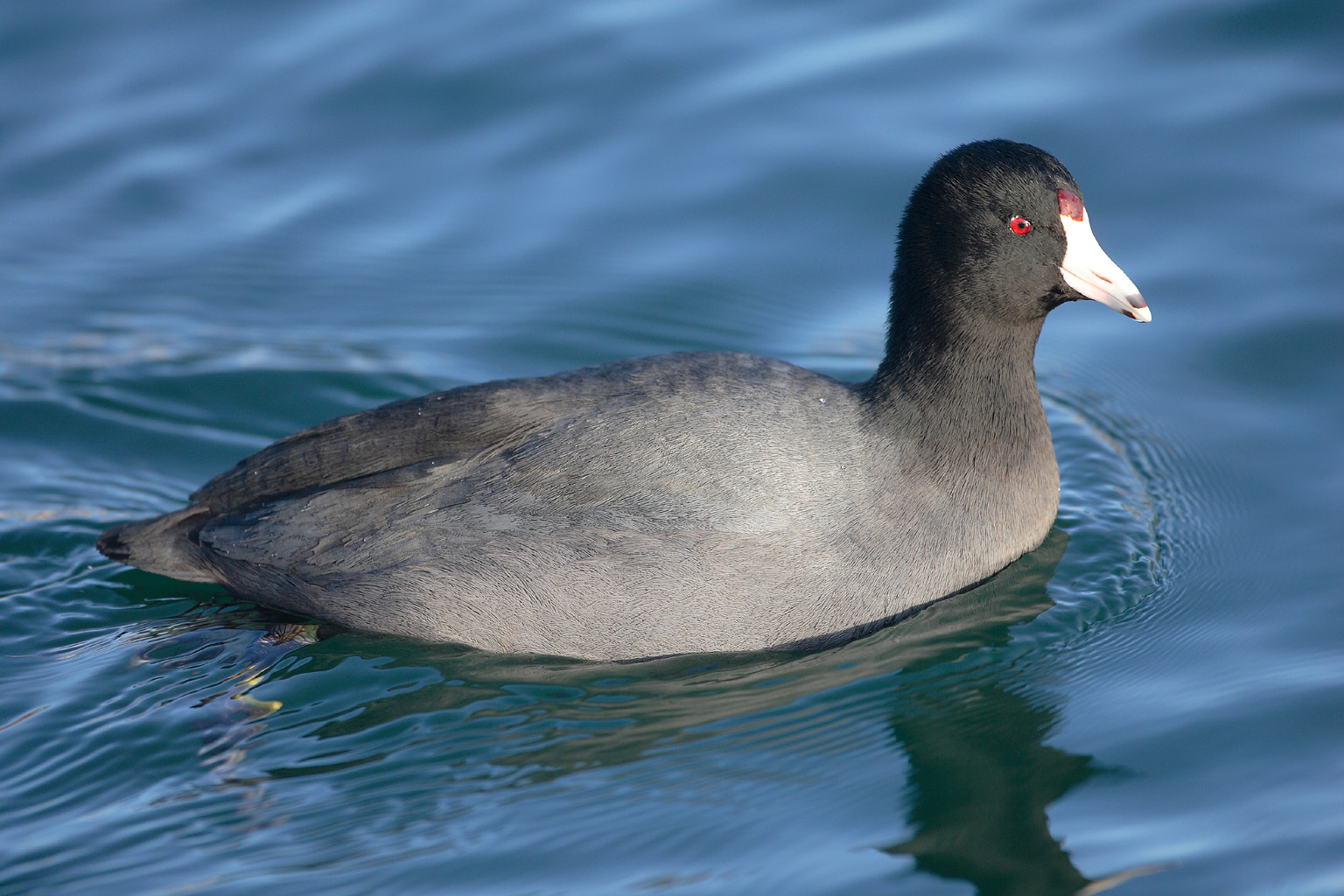
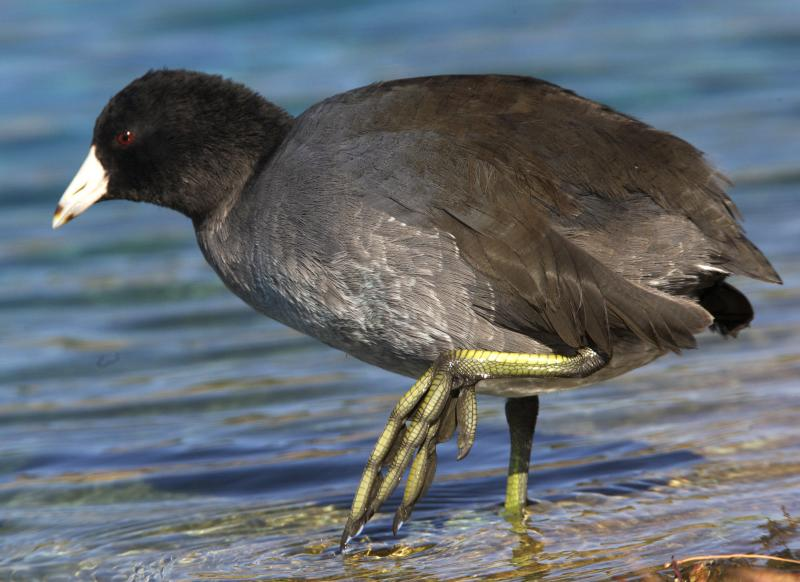
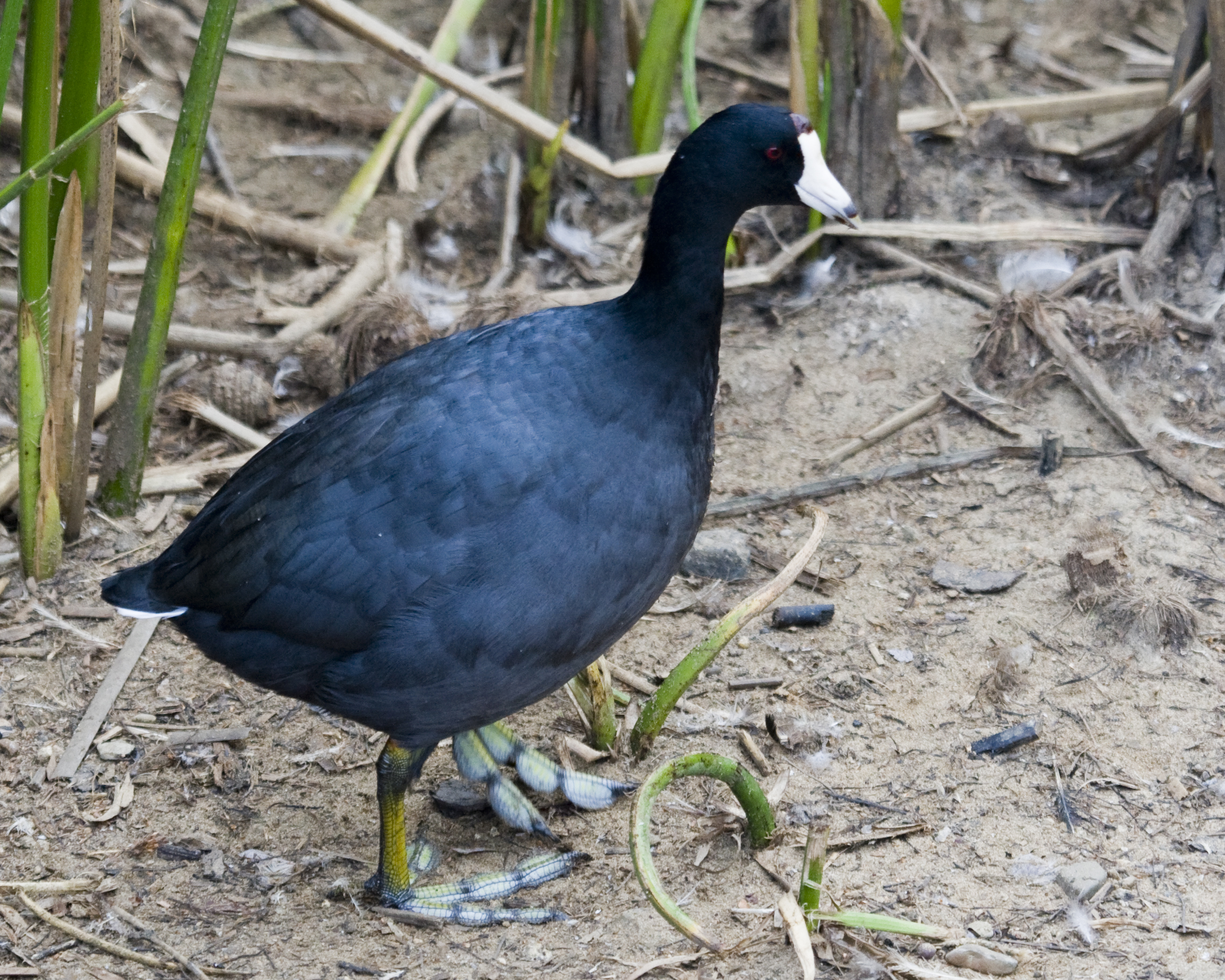
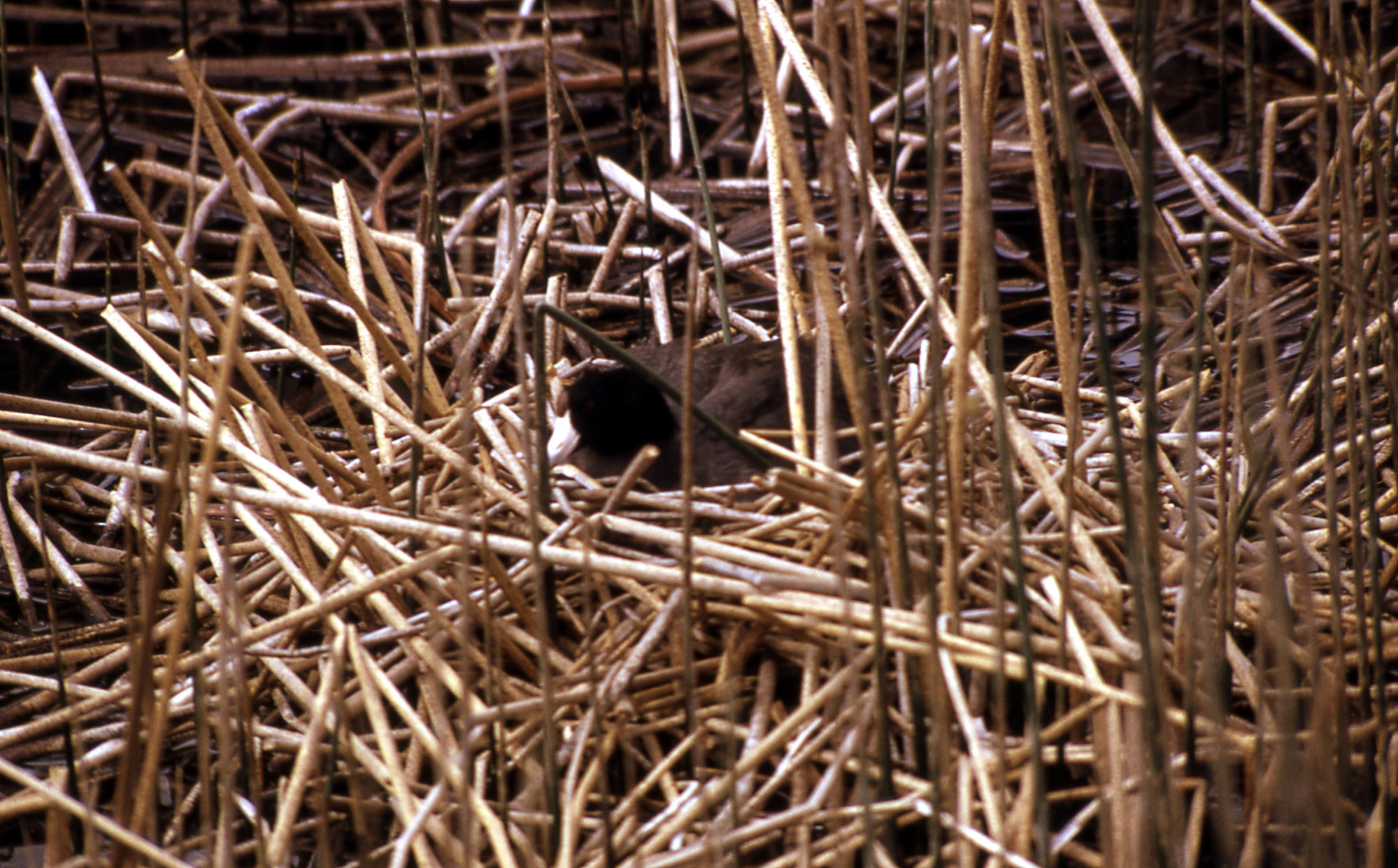
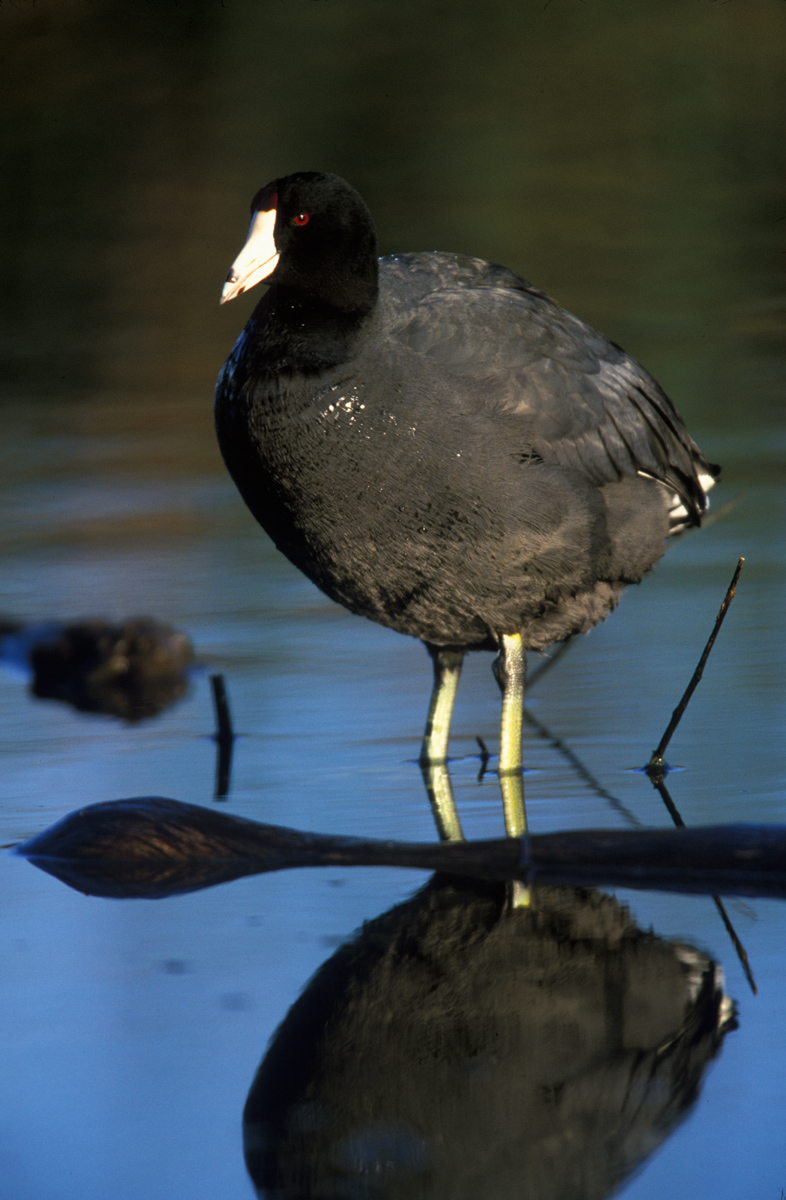